# 부키아니코
부키아니코(이탈리아어: Bucchianico)는 이탈리아 아브루초주 키에티도에 있는 코무네이다.